# El Shaddai
El Shaddai (hebreiska: אל שדי) är enligt judendomen ett av Guds namn. Det kan översättas till svenska som Gud den Allsmäktige.
Bileams syn i Fjärde Moseboken 24:4 och 16 förklaras komma från Shaddai tillsammans med El. Enligt Andra Moseboken 6:2 och 3 är Shaddai (hebreiska: שַׁדַּי) det namn vid vilket Gud var känd för  Abraham, Isak och Jakob. Shaddai används senare om Gud i Jobs bok.
I Septuaginta och andra tidiga översättningar översätts Shaddai som "Allsmäktig". Roten shadad (שדד) betyder "att övermanna" eller "att förstöra". Detta ger Shaddai betydelsen "förstörare", vilket är ett av Guds epitet.